# Trespass (2011)
Trespass is een Amerikaanse speelfilm die op 14 september 2011 op het internationaal filmfestival van Toronto in première ging. In de film spelen onder anderen Nicolas Cage en Nicole Kidman. Trespass werd algemeen negatief onthaald. In de Verenigde Staten was hij slechts één week in tien bioscopen te zien, en bracht daar nauwelijks 25 duizend dollar op. Wereldwijd bracht de film een kleine tien miljoen dollar op, op een productiebudget van 35 miljoen. Trespass is ook de film met de kortste tijd tussen de bioscoop- en de DVD-première. Die bedroeg slechts achttien dagen.

## Verhaal
Kyle Miller is een diamanthandelaar die met zijn vrouw Sarah en dochter Avery in een grote dure en goed beveiligde villa aan het water woont. Op een avond worden hij en Sarah gegijzeld door vier als politieagenten verklede dieven. Avery is op dat moment niet thuis.
De dieven eisen de inhoud van de kluis, maar Kyle werkt hen tegen. Ze dreigen met geweld tegen Sarah, en hij probeert te onderhandelen. De bendeleider, Elias, zegt geld nodig te hebben voor een nieuwe nier voor zijn moeder. Als Avery thuiskomt en Elias dreigt een van diens nieren uit te snijden opent Kyle alsnog zijn kluis. Die blijkt echter leeg te zijn.
Sarah blijkt dan Jonah, Elias broer, te kennen omdat ze een affaire hadden. Kyle vertelt dat hij helemaal niet rijk is; integendeel, hij zit zelfs diep in de schulden door het dure huis. Elias onthult dat hij 180.000 dollar moet terugbetalen aan een drugshandelaar nadat zijn drugs waren gestolen. Die drugshandelaar heeft hen tot de overval aangezet en ook zijn mannetje Ty meegestuurd, die met de minuut gewelddadiger wordt.
Uiteindelijk schiet Jonah, die het geweld tegen Sarah niet kan hebben, Ty neer. Die onthult nog dat de drugs door de drugshandelaar zelf waren gestolen en dat Jonah daarbij was betrokken. Dan ontdekken de dieven bij toeval een grote hoeveelheid zwart geld in het tuinhuis. Daar schiet Jonas Elias neer als laatstgenoemde Avery bedreigt. Intussen steekt Kyle het tuinhuis in brand en schiet in Jonahs voeten met een nagelpistool, waardoor deze niet weg kan. Jonah grijpt Sarah vast om samen te sterven in de brand, maar wordt dan door Kyle neergeschoten.
Kyle, die zelf een kogelwond heeft, zegt Sarah hem te laten sterven zodat zij en hun dochter van zijn levensverzekering kunnen leven, maar dat weigert ze. Even later komt de politie aan bij het huis.

## Rolverdeling
| Acteur          | Personage    | Opmerkingen                   |
| --------------- | ------------ | ----------------------------- |
| Nicolas Cage    | Kyle Miller  | Rijke diamanthandelaar        |
| Nicole Kidman   | Sarah Miller | Kyles vrouw                   |
| Liana Liberato  | Avery Miller | Kyle en Sarahs dochter        |
| Ben Mendelsohn  | Elias        | Leider van de dievenbende     |
| Cam Gigandet    | Jonah        | Elias' jongere broer          |
| Jordana Spiro   | Petal        | Elias' vriendin               |
| Dash Mihok      | Ty           | De "spierbundel" van de bende |
| Emily Meade     | Kendra       | Avery's vriendin              |
| Nico Tortorella | Jake         |                               |